# 흰배작은집박쥐
흰배작은집박쥐(Scotoecus albigula)는 애기박쥐과에 속하는 박쥐의 일종이다. 앙골라와 케냐, 말라위, 모잠비크, 소말리아, 우간다 그리고 잠비아에서 발견된다.